# 俄国马赫主义
俄国马赫主义是指19世纪末至20世纪初在俄国传播的多个试图通过马赫主义的视角“修正”马克思主义哲学的学派。主要代表人物包括亚历山大·波格丹诺夫、弗拉基米尔·巴扎罗夫、阿纳托利·卢那察尔斯基、雅科夫·别尔曼、奥西普·赫尔丰德、帕维尔·尤什凯维奇、谢尔盖·苏沃洛夫、尼古拉·瓦连廷诺夫和维克托·切尔诺夫。他们从不同角度出发，提出各自的理论观点。波格丹诺夫提出“经验一元论”，认为世界起初是混沌状态，随后形成“要素”的简单联结，产生心理现象或个人组织的经验，最终发展为物理现象和由此产生的认识，即社会组织的经验。他还将客观的物质世界称为“偶像”。巴扎罗夫提出“实在一元论”，在《现代的神秘主义与实在论》中批判以客观实在为基础的观点，称其为“不自觉的唯物主义神秘论”。尤什凯维奇提出“经验符号论”，认为认识是符号的总和，符号的作用在于整理、协调和组合经验资料。切尔诺夫攻击弗里德里希·恩格斯对不可知论的批判，并将“自在之物”的学说称为“最粗陋的唯物主义独断论”。
俄国马赫主义的兴起可以追溯到1903年波格丹诺夫出版《经验一元论》第一卷。1905年俄国革命失败后，马赫主义逐渐发展为一股思想潮流，在1908年达到巅峰，代表作包括论文集《关于马克思主义哲学的概论》、尤什凯维奇的《唯物主义和批判实在论》、别尔曼的《从现代认识论来看辩证法》以及瓦连廷诺夫的《马克思主义的哲学体系》。弗拉基米尔·列宁在其著作《唯物主义和经验批判主义》中全面批判了俄国马赫主义。